# Différend gazier russo-ukrainien de 2005-2006

Gazoducs de la Russie vers l'Europe.

Le différend gazier russo-ukrainien de 2005-2006 oppose la société pétrolière et gazière ukrainienne Naftogaz contrôlée par l'État et le fournisseur national de gaz russe Gazprom. Les désaccords concernent l'approvisionnement, les prix et les dettes du gaz naturel. Le conflit débute en mars 2005 et s'achève en janvier 2006 et implique, outre les sociétés gazières, des hommes politiques des deux pays.

## Crise de 2005-2006
Le conflit commence lorsque l’Ukraine est accusée par la Russie de ne pas payer de gaz, tout en détournant celui-ci destiné à l’Union européenne depuis la Russie à partir des gazoducs traversant le pays. Les autorités ukrainiennes nient initialement cette seconde accusation,, mais Naftogaz admettra plus tard qu'elle utilise du gaz destiné à d'autres pays européens pour ses besoins nationaux. Le conflit culmine le 1er janvier 2006, lorsque la Russie décide d'interrompre l'approvisionnement. Cette coupure affecte l’approvisionnement en gaz des pays européens dépendant du gaz naturel russe. Le 4 janvier 2006, un accord préliminaire entre l'Ukraine et la Russie est conclu, l'approvisionnement est rétabli et la situation apaisée.